# Hopman-kupa
A Hopman-kupa egy minden év januárjában megrendezett nemzetközi tenisztorna az ausztráliai Perth városában. A kupa találkozóin két egyes és egy vegyes páros mérkőzést játszanak.
A verseny gondolata három ausztrál teniszjátékos – Pat Cash, Paul McNamee és Charlie Fancutt – fejében fordult meg 1984-ben. Úgy látták, hogy szükség lenne egy olyan versenyre, amelyen nemzeti vegyes csapatok mérhetnék össze erejüket. Néhány évnyi érlelődés utána az ötletgazdák felkeresték Lucy Hopmant, a legendás ausztrál teniszjátékos és edző, Harry Hopman özvegyét, aki hozzájárult ahhoz, hogy az új torna a férje nevét viselje. A nyugat-ausztráliai kormányzat is támogatta az ötletet, így Perth lett a torna állandó helyszíne. A Hopman-kupa létrejöttét 1989 júniusában jelentették be, és december végén már meg is rendezték az első versenyt.
A versenyt 2020-tól nem rendezték meg. Helyette ATP-kupa néven férfi csapatverseny került a versenynaptárba. Az ITF 2022 decemberében bejelentette, hogy újraindítja a Hoppmann-kupát. 2027-ig Nizza lesz a verseny helyszíne. 2024-ben a kupa elmaradt, mert az esemény időpontja túl közeli az olimpiához.
Az alábbi lista a Hopman-kupa győzteseit (és veszteseit) ismerteti, a döntők eredményével együtt.
| Év        | A döntő győztese                    | A döntő győztese                    | Eredmény                            | A döntő másik csapata               | A döntő másik csapata               |                                     |
| 1989      | Csehszlovákia                       | Csehszlovákia                       | 2 – 0                               | Ausztrália                          | Ausztrália                          |                                     |
| 1990      | Spanyolország                       | Spanyolország                       | 2 – 1                               | Amerikai Egyesült Államok           | USA                                 |                                     |
| 1991      | Jugoszlávia                         | Jugoszlávia                         | 3 – 0                               | Amerikai Egyesült Államok           | USA                                 |                                     |
| 1992      | Svájc                               | Svájc                               | 2 – 1                               | Csehszlovákia                       | Csehszlovákia                       |                                     |
| 1993      | Németország                         | Németország                         | 2 – 1                               | Spanyolország                       | Spanyolország                       |                                     |
| 1994      | Csehország                          | Csehország                          | 2 – 1                               | Németország                         | Németország                         |                                     |
| 1995      | Németország                         | Németország                         | 3 – 0                               | Ukrajna                             | Ukrajna                             |                                     |
| 1996      | Horvátország                        | Horvátország                        | 2 – 1                               | Svájc                               | Svájc                               |                                     |
| 1997      | Amerikai Egyesült Államok           | USA                                 | 2 – 1                               | Dél-Afrika                          | Dél-Afrika                          |                                     |
| 1998      | Szlovákia                           | Szlovákia                           | 2 – 1                               | Franciaország                       | Franciaország                       |                                     |
| 1999      | Ausztrália                          | Ausztrália                          | 2 – 1                               | Svédország                          | Svédország                          |                                     |
| 2000      | Dél-Afrika                          | Dél-Afrika                          | 2 – 1                               | Thaiföld                            | Thaiföld                            |                                     |
| 2001      | Svájc                               | Svájc                               | 2 – 1                               | Amerikai Egyesült Államok           | USA                                 |                                     |
| 2002      | Spanyolország                       | Spanyolország                       | 2 – 1                               | Amerikai Egyesült Államok           | USA                                 |                                     |
| 2003      | Amerikai Egyesült Államok           | USA                                 | 3 – 0                               | Ausztrália                          | Ausztrália                          |                                     |
| 2004      | Amerikai Egyesült Államok           | USA                                 | 2 – 1                               | Szlovákia                           | Szlovákia                           |                                     |
| 2005      | Szlovákia                           | Szlovákia                           | 3 – 0                               | Argentína                           | Argentína                           |                                     |
| 2006      | Amerikai Egyesült Államok           | USA                                 | 2 – 1                               | Hollandia                           | Hollandia                           |                                     |
| 2007      | Oroszország                         | Oroszország                         | 2 – 0                               | Spanyolország                       | Spanyolország                       |                                     |
| 2008      | Amerikai Egyesült Államok           | USA                                 | 2 – 1                               | Szerbia                             | Szerbia                             |                                     |
| 2009      | Szlovákia                           | Szlovákia                           | 2 – 0                               | Oroszország                         | Oroszország                         |                                     |
| 2010      | Spanyolország                       | Spanyolország                       | 2 – 1                               | Nagy-Britannia                      | Nagy-Britannia                      |                                     |
| 2011      | Amerikai Egyesült Államok           | USA                                 | 2 – 1                               | Belgium                             | Belgium                             |                                     |
| 2012      | Csehország                          | Csehország                          | 2 – 0                               | Franciaország                       | Franciaország                       |                                     |
| 2013      | Spanyolország                       | Spanyolország                       | 2 – 1                               | Szerbia                             | Szerbia                             |                                     |
| 2014      | Franciaország                       | Franciaország                       | 2 – 1                               | Lengyelország                       | Lengyelország                       |                                     |
| 2015      | Lengyelország                       | Lengyelország                       | 2 – 1                               | Amerikai Egyesült Államok           | USA                                 |                                     |
| 2016      | Ausztrália                          | Ausztrália                          | 2 – 0                               | Ukrajna                             | Ukrajna                             |                                     |
| 2017      | Franciaország                       | Franciaország                       | 2 – 1                               | Amerikai Egyesült Államok           | USA                                 |                                     |
| 2018      | Svájc                               | Svájc                               | 2 – 1                               | Németország                         | Németország                         |                                     |
| 2019      | Svájc                               | Svájc                               | 2 – 1                               | Németország                         | Németország                         |                                     |
| 2020−2022 | Elmaradt                            | Elmaradt                            | Elmaradt                            | Elmaradt                            | Elmaradt                            | Elmaradt                            |
| 2023      | Horvátország                        | Horvátország                        | 2 – 0                               | Svájc                               | Svájc                               |                                     |
| 2024      | Az olimpia miatt nem rendezték meg. | Az olimpia miatt nem rendezték meg. | Az olimpia miatt nem rendezték meg. | Az olimpia miatt nem rendezték meg. | Az olimpia miatt nem rendezték meg. | Az olimpia miatt nem rendezték meg. |